# Elaan
Elaan (Hindi: एलान, Urdu: اعلان, italiano: Manifesto) è un film indiano del 2005, diretto da Vikram Bhatt, prodotto da Ganesh Jain e Ratan Jain ed interpretato da Arjun Rampal, John Abraham, Rahul Khanna, Amisha Patel, Lara Dutta e Mithun Chakraborty. Il film segna il ritorno di Mithun Chakraborty nell'industria cinematografica di Bollywood, dopo dieci anni di impegno nelle produzioni a basso costo. Il film è stato proiettato nelle sale indiane e britanniche il 14 gennaio 2005.